# O Saviñao
O Saviñao település Spanyolországban, Lugo tartományban. O Saviñao Pantón, Chantada, Taboada, Paradela, Bóveda és Monforte de Lemos községekkel határos. Lakosainak száma 3488 fő (2024).

## Népesség
A település népessége az elmúlt években az alábbi módon változott:
| Lakosok száma | 5056 | 4915 | 4681 | 4570 | 4314 | 4113 | 3832 | 3735 | 3547 | 3488 |
|               | 2001 | 2004 | 2007 | 2009 | 2012 | 2014 | 2017 | 2019 | 2022 | 2024 |